# William Hazlitt (jurist)
William Hazlitt (n. 26 septembrie 1811 – d. 23 februarie 1893) a fost un avocat, publicist și traducător englez, cunoscut mai ales pentru elaborarea dicționarului geografic Classical Gazetteer și pentru supravegherea publicării și republicării postume a multor scrieri ale tatălui său, criticul William Hazlitt.
Tânărul Hazlitt s-a aflat în relații bune cu ambii părinți în ciuda separării lor. El a început să scrie încă din tinerețe la ziarul Morning Chronicle, iar în 1833 s-a căsătorit cu Catherine Reynell. În 1844 a fost angajat la colegiul de avocați Middle Temple și, timp de mai bine de treizeci de ani, a deținut funcția de grefier-șef la Tribunalul Comercial, de unde s-a pensionat cu doi ani înainte de moartea sa, care a survenit în 1893 la Addlestone, Surrey.
În afară de Classical Gazetteer, el a mai scris lucrări juridice precum The Registration of Deeds in England, its Past Progress and Present Position (1851) și A Manual of the Law of Maritime Warfare (1854) și a realizat numeroase traduceri, printre care Notre-Dame: A Tale of the Ancien Régime (1833) de Victor Hugo, History of the Roman Republic (1847) de Jules Michelet, Table Talk or Familiar Discourse of Martin Luther (1848), Travels in Tartary, Thibet, and China, During the Years 1844-5-6  (1852) de Evariste Régis Huc, Louis XVII: His Life — His Suffering — His Death: The Captivity of the Royal Family in the Temple de A. de Beauchesne (1853), General History of Civilization in Europe, from the Fall of the Roman Empire to the French Revolution (1857) a lui Guizot și Works of Michael de Montaigne (1859).
Fiul său, William Carew Hazlitt, a devenit, de asemenea, un scriitor binecunoscut.